# Hundsport

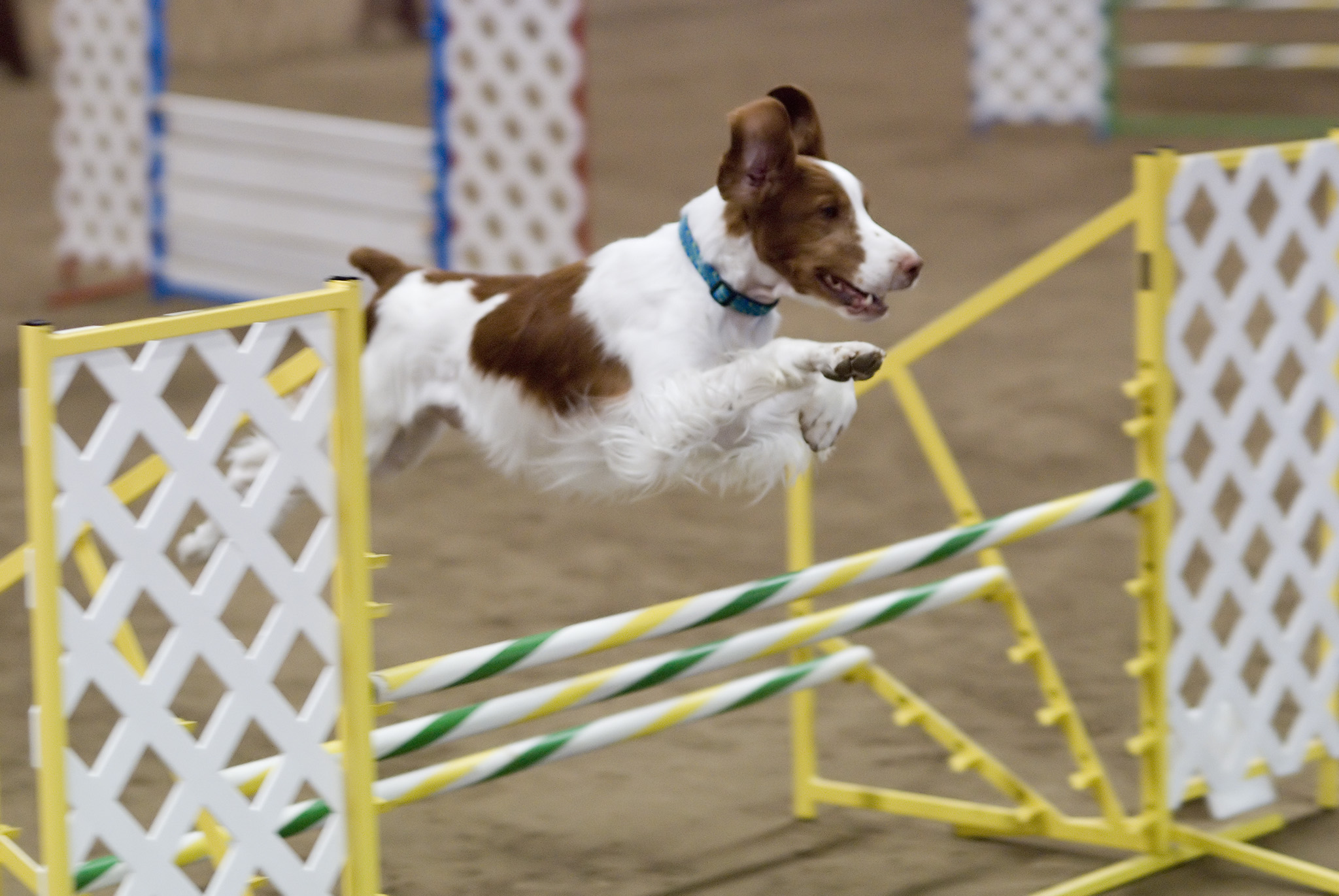
En breton på agilitybanan.

För tidningen Hundsport: se Hundsport (tidskrift)
Hundsport är fritidsverksamheter med hund. Det kan vara allt från promenaden i parken med familjehunden, till hundutställning som är den största tävlingsgrenen i Sverige inom hundsport och tävlingarna i tjänstehunds-SM. Stora hundsportorganisationer i Sverige är Svenska Kennelklubben (SKK), Svenska Brukshundklubben (SBK) och Sveriges Hundungdom. De och deras medlemsklubbar ordnar olika slags träffar, utbildningar, träning och tävlingar.

## Lista över hundsporter
- Agility
- Apportsporter
  - Flyball
  - Hundfrisbee
  - Vattenprov (apport)
- Bruksprov (grenarna rapport, spår, skydd och sök)
  - ID-spårning
  - Internationella prövningsordningen (grenarna skydd, spår och räddning)
  - Tjänstehundstävlingar (grenarna bevakning, räddning, spår, skydd, saksök, personsök, drag och narkotikasök)
  - Vattenprov (räddning)
- Draghundssport (grenarna slädhundstil, nordisk stil (skidkörning), barmarkstil och Dog-Ski)
  - Dragprov med vagn
  - Weight pulling
- Hetsjakt
  - Engelsk rävjakt
  - Parforcejakt
- Hundhetsning
- Hundkapplöpning (greyhound racing och whippet racing)
  - Lure coursing
- Hundutställning
  - Junior handling
- Jaktprov (ett antal grenar)
- Lydnadsprov
  - Freestyle (grenarna freestyle och heelwork to music)
  - Rallylydnad
- Road trial
- Svampsök
- Vallhundsprov (grenarna får och nötkreatur)
  - Treibball